# Springfield (Missouri)
Springfield – miasto w Stanach Zjednoczonych, w stanie Missouri, siedziba administracyjna hrabstwa Greene, położone na wyżynie Ozark. Według spisu z 2020 roku liczy 169,2 tys. mieszkańców i jest trzecim co do wielkości miastem w Missouri. Obszar metropolitalny Springfield liczy 490,9 tys. mieszkańców.
Miasto charakteryzuje się połączeniem udogodnień miejskich z atmosferą małomiasteczkową.  W mieście znajduje się port lotniczy Springfield – Branson.

## Gospodarka
Opieka zdrowotna i edukacja to dominujące branże, będące jednocześnie największymi pracodawcami w regionie. W mieście znajdują się siedziby głównych dostawców usług medycznych, takich jak CoxHealth i Mercy Springfield Communities, a także duża liczba uczelni (w tym Missouri State University).
Springfield to także ważny ośrodek produkcyjny. Miasto jest często nazywane „stolicą stali nierdzewnej świata”, ze względu na wysoką koncentrację firm produkujących zbiorniki i komponenty, wykorzystywane w przemyśle spożywczym i mleczarskim. Rozwinięty jest również przemysł spożywczy, elektroniczny, elektrotechniczny oraz meblarski. Ważną rolę odgrywa logistyka i dystrybucja, dzięki centralnemu położeniu miasta.
Wśród innych znaczących pracodawców i sektorów wyróżnić można handel detaliczny, turystykę oraz usługi finansowe (np. Great Southern Bancorp). Gospodarka Springfield wykazuje stabilny wzrost, często przewyższający średnią stanową i krajową w ostatnich latach.

## Demografia

### Ludność
Według danych z pięcioletnich szacunków American Community Survey (ACS) z lat 2019–2023, 85,2% mieszkańców identyfikowało się jako biali (82,8% nie licząc Latynosów), 4,3% jako czarni lub Afroamerykanie, 1,7% miało pochodzenie azjatyckie, 6,5% było rasy mieszanej i 0,4% to rdzenni Amerykanie. Latynosi stanowili 5,6% ludności miasta.
Do największych grup należą osoby pochodzenia niemieckiego (17,8%), angielskiego (12,4%), irlandzkiego (10,9%), „amerykańskiego” (5,5%), szkockiego lub szkocko–irlandzkiego (3,4%) i afroamerykańskiego. Polacy stanowili 1% populacji miasta.

### Religia

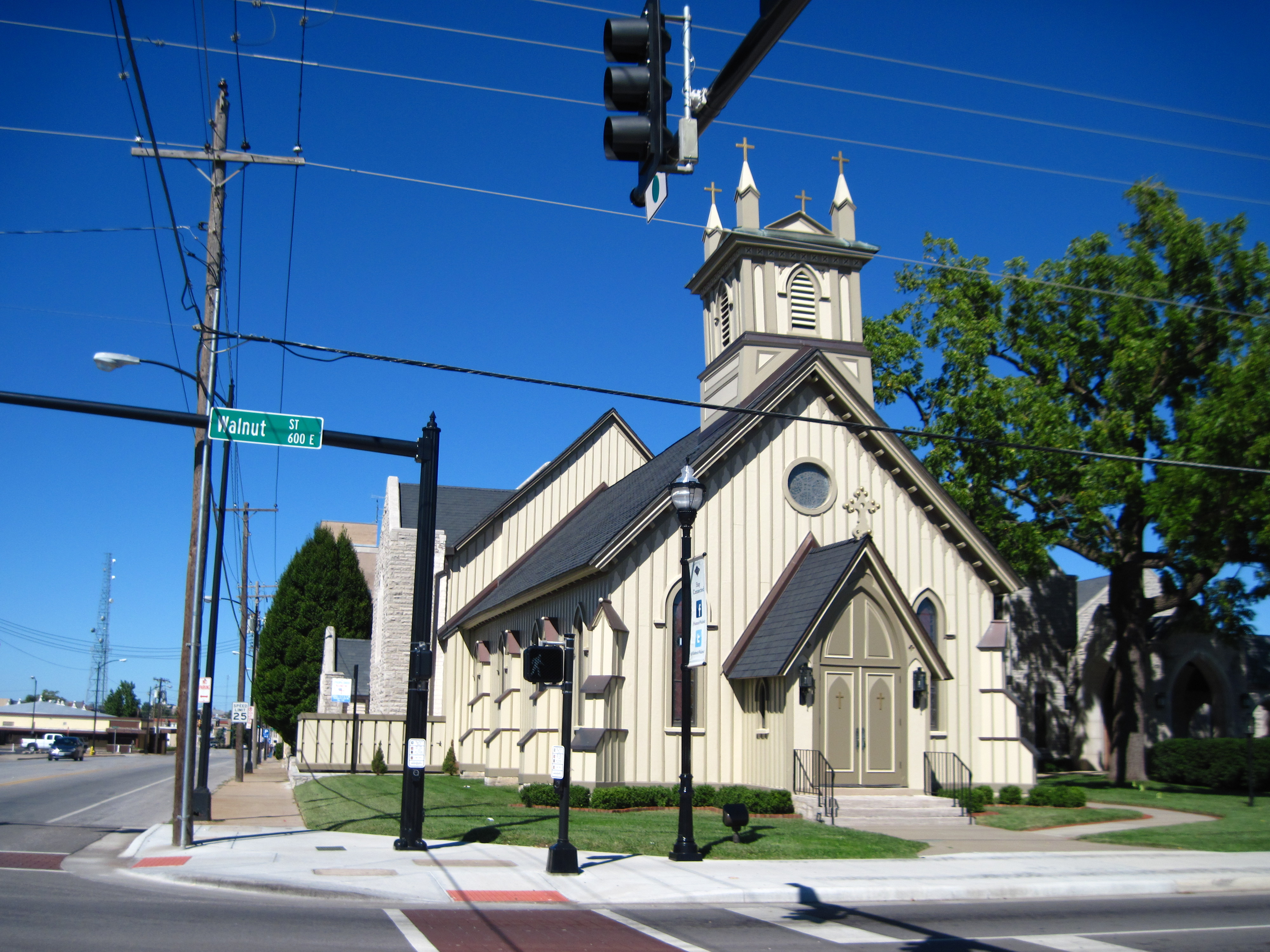
Kościół episkopalny.

Springfield jest znaczącym ośrodkiem ruchów ewangelikalnych i zielonoświątkowych, zwłaszcza dla Zborów Bożych. To tutaj znajduje się biuro główne Generalnej Rady Zborów Bożych w USA. Sprawia to, że aglomeracja Springfield ma trzeci co do wielkości odsetek zielonoświątkowców wśród amerykańskich miast, z około 12% populacji będących członkami takich kościołów. Zielonoświątkowcy są skoncentrowani głównie w hrabstwie Christian.
Do największych grup religijnych obszaru metropolitalnego Springfield, według danych z 2020 roku, należą:
- Południowa Konwencja Baptystów – 74 393 członków w 180 zborach
- Kościoły zielonoświątkowe – ok. 60 tys. członków w 93 zborach
- lokalne bezdenominacyjne zbory ewangelikalne – 24 130 członków w 66 zborach
- Kościół katolicki – 20 963 członków w 16 parafiach
- Zjednoczony Kościół Metodystyczny – 15 168 członków w 46 zborach
- Kościoły Chrystusowe – ok. 14 tys. członków w 82 zborach.

## Uczelnie
- Drury University (1873)
- Uniwersytet Stanu Missouri (1905).
- Evangel University (1955)
- Central Bible College (1922)
- Baptist Bible College (1950)

## Urodzeni w Springfield
- Kathleen Turner (ur. 1954) – aktorka[13]
- John R. Gibson (1925–2014) – wojskowy, prawnik, sędzia federalny
- Lucas Grabeel (ur. 1984) – aktor, piosenkarz

## Miasta partnerskie
- Tlaquepaque (Meksyk)
- Isesaki (Japonia)